# Danuta Czech
Danuta Czech (Humnicki, Brzozów; 1922-4 de abril de 2004) fue una autora polaca.

## Biografía
En 1939 acabó sus estudios secundarios en el instituto Santa Kinga de Tarnów. En 1941 cursó el bachillerato en el Liceo Comercial. Más tarde, de 1946 a 1952, estudió en la Universidad Jaguelónica de Cracovia, en la que se graduó en Sociología. 
Durante la guerra, Danuta y su padre, Stefan Czech, desempeñaron un papel muy activo en la resistencia. Su padre, que formaba parte del ejército nacional polaco, era responsable de la maquinaria de la fábrica estatal de nitrógeno en Mościce, Tarnów. Tenía 43 años cuando lo arrestaron los alemanes. Lo deportaron al campo de concentración de Auschwitz el 20 de abril de 1943. Después fue prisionero en el campo de concentración de Buchenwald y por último en Dora-Mittelbau. Estuvo a punto de morir en 1945 durante la evacuación del campamento, cuando huyó de una colonia de prisioneros que se encontraba a las afueras de Gardelegen. Allí murió el resto de prisioneros, que fueron quemados vivos en un granero con ayuda de los militantes locales del nacionalsocialismo. 
En 1955, Danuta Czech decidió aceptar un trabajo en el museo estatal de Auschwitz-Birkenau en Oświęcim, seguramente influenciada por el destino que corrió su padre. Allí ocupó diferentes puestos y fue la vicepresidenta en funciones del museo, hasta que se jubiló. 
Además, al haber sido testigo de la suerte de su padre, prestó declaración en numerosos juicios en Alemania contra los hombres de la SS que trabajaron en Auschwitz.

## Obra
Danuta Czech fue autora de numerosas publicaciones sobre la historia del campo de concentración de Auschwitz. Muchas de sus obras han sido publicadas tanto en Polonia como en el extranjero.
A lo largo de su vida, se dedicó principalmente a escribir las crónicas de Auschwitz, un compendio que describe en sus casi 1000 páginas todo lo que ocurrió en el campo. Incluso tras su jubilación, la autora no cesó su labor en esta obra. El Museo Estatal de Auschwitz-Birkenau publicó las crónicas de Danuta en la serie Zeszyty Oświęcimskie (Auschwitz Review) desde el año 1958 hasta el 1963. Las ediciones revisadas y ampliadas son, por ejemplo, la versión alemana de 1989 Kalendarium der Ereignisse im Konzentrationslager Auschwitz-Birkenau 1939-1945, la versión inglesa Auschwitz Chronicle 1939–1945, publicada en 1999 en EE. UU. y Canadá, la edición polaca en forma de libro de 1992 y una nueva versión estadounidense del año 1997.
- Kalendarium der Ereignisse im Konzentrationslager Auschwitz-Birkenau 1939–1945, editorial Verlag, Reinbek en Hamburgo 1989, ISBN 3498008846.

## Enlaces
- Nachruf des staatlichen Museums Auschwitz-Birkenau. Archivado el 2 de abril de 2014 en Wayback Machine. (en alemán)
- Rezension zu Aussagen im Frankfurter Auschwitz-Prozess (en alemán)
- Italienische Übersetzung des Kalendariums als online-zugängliche Pdf-Version (en alemán)
- Bibliografía de y relacionada con Danuta Czech (en alemán) de la Biblioteca Nacional de Alemania